# Gândul Mâței
 (janvier 2019).
Gândul Mâței est un groupe de rock moldave, originaire de Chișinău. En date, le groupe compte cinq albums studio (en roumain), plus deux édités/adaptés en russe. Le dernier album, Generation in Blues, est sorti le 10 avril 2014,,.
Gândul Mâței est un groupe de rock alternatif qui mêle des éléments de rock mélodique, punk rock, punk hardcore, blues, post-punk, influences psychédéliques, doom metal et le folklore national roumain, en se concentrant sur la trompette.

## Biographie
Le groupe est formé sur la scène de la Casei de Cultură de Chișinău le 18 mai 1996, composé de Bogdan Dascăl - chant, Dan Popov - guitare, Nicu Ţărna - basse, et Mamba (Marcel Micșanschi). Au début de l'année 2000, Bogdan Dascăl quitte le groupe, Nicu Ţărna devient le chanteur, et Sergiu Rusu se met à la guitare. Un peu plus tard, ils recrutent Valeriu Mazilu à la trompette, et Sergiu « Iarik » Iarovoi à la guitare solo. Durant la même année, le groupe enregistre à Bucarest, au studio Real Sound, l'album Cu gândul la ea. L'album comprend le morceau à succès La Ciocana, dédiée au secteur homonyme de Chișinău, où les artistes ont grandi. Plus tard, le clip du morceau se classe dans le Top 10 roumain de MCM Roumanie.
En 2001, le groupe fait des changements de formation. D'abord, le guitariste Dan Popov quitte le groupe, et est suivi par Valeriu Mazilu qui rejoindra Zdob și Zdub. Les pertes sont compensées en octobre de la même année, avec l'arrivée du trompettiste Ghenadie Cazac, et du batteur Igor Cristov, qui a influencé le son du groupe. En décembre 2001, avec des groupes et artistes russes, dont Alisa, Bi-2, Krematorii et Zemfira, ils participent au festival Rock-Pirog. La même année, le groupe participe également aux festivals Rock Anti Sida, Anti Drog, avec des groupes comme Vița de Vie, Zdob și Zdub, et Spitalul de Urgență. Pendant ce temps, le groupe joue à la Fête de la musique, organisé par l'ambassade de France en Moldavie. Le festival fait aussi participer Iris, Sphinx Experience, Blankass, Liapis Troubetskoï et Zdob și Zdub.
Dans la période suivante, le groupe a donné des concerts à la fois dans le pays et à l'étranger, y compris la ville française d'Albertville, aux côtés de Blankass, Candy Rock et Dionysos ; suivi de six concerts en Allemagne et deux en Italie. À Munich, le groupe a chanté au Green Theatre du parc olympique.
En 2002, le groupe joue plusieurs concerts en Moldavie, mais aussi en Roumanie, au Biker-show à Bacău ; aux côtés de O-Zone à Timișoara ; et à Buzău au Top T (considéré comme le plus ancien festival de rock en Roumanie).
Le 10 avril 2014, Gândul Mâței sort l'album Generația în Blugi,,

## Membres

### Membres actuels
- Nicu Țărnă – chant (depuis 2000), guitare basse (1996–2000)
- Sergiu « Iarik » Iarovoi – guitare (depuis 2000)
- Igor Cristov (depuis 2001)
- Ghenadie Cazac – trompette (depuis 2001)
- Sergiu Rusu – basse (depuis 2000)
- Iurie Berdea

### Anciens membres
- Bogdan Dascăl - chant (1996–2000)
- Valeriu Mazîlu – trompette (2000-2001)
- Marcel Micșanschi (aka Mamba) (1996–2007)
- Dan Popov - guitare (1996–2001)